# 胡天佑
胡天佑，香港男演員和節目主持，曾爲Now TV 102觀星台娛樂新聞主播，英皇娛樂台男主播，和亞洲電視《娛樂CIA》主持，現為無綫電視特約演員。

## 演出作品

### 電視劇（無綫電視）
- 2015年：《實習天使》 飾 學生
- 2016年：《警犬巴打》 飾 警察部編輯
- 2016年：《愛·回家之八時入席》 飾 電視台助導(199&200集)
- 2016年：《潮流教主》 飾 記者
- 2016年：《城寨英雄》 飾 武館學徒
- 2016年：《巨輪II》 飾 海關調查員
- 2016年：《律政強人》 飾 CID
- 2016年：《來自喵喵星的妳》 飾 記者
- 2016年：《幕後玩家》 飾 競爭對手
- 2017年：《味想天開》 飾 食客
- 2017年：《乘勝狙擊》 飾 記者
- 2017年：《親親我好媽》 飾 同學
- 2017年：《與諜同謀》 飾 街市假冒魚販的演員
- 2017年：《心理追兇 Mind Hunter》
- 2017年：《不懂撒嬌的女人》 飾 店員
- 2017年：《賭城群英會》 飾 手下
- 2017年：《同盟》 殺手
- 2017年：《燦爛的外母》
- 2017年：《雜警奇兵》 飾 台灣幫大佬
- 2017年：《誇世代》 飾 導演
- 2017年：《溏心風暴3》 飾 公務員
- 2018年：《翻生武林》 飾 少數民族遊客
- 2018年：《果欄中的江湖大嫂》 飾 BEN
- 2018年：《逆緣》 飾 導遊
- 2018年：《棟仁的時光》 飾 咖啡店客人
- 2018年：《飛虎之潛行極戰》
- 2018年：《天命》 飾 手下
- 2018年：《特技人》 手下
- 2018年：《跳躍生命線》 飾 藥房夥計
- 2018年：《是咁的，法官閣下》
- 2018年：《兄弟》 飾 記者
- 2019年：《福爾摩師奶》 飾 村民
- 2019年：《婚姻合夥人》 飾 酒吧有錢客人
- 2019年：《白色強人》 飾 醫院鬧事市民
- 2019年：《好日子》
- 2019年：《十二傳說》
- 2019年：《包青天再起風雲》 獄卒
- 2019年：《她她她的少女時代》 飾 酒窖夥計
- 2019年：《街坊財爺》 飾 酒樓/西餐廳夥計
- 2019年：《金宵大廈》 飾 客人
- 2019年：《解決師》
- 2019年：《多功能老婆》 飾 電視台主播
- 2020年：《黃金有罪》
- 2020年：《大醬園》 飾 人力車夫
- 2020年：《法證先鋒IV》
- 2020年：《機場特警》 飾 機場客人
- 2020年：《十八年後的終極告白》 飾 商業罪案探員
- 2020年：《降魔的2.0》 飾 街坊
- 2020年：《那些我愛過的人》 飾 李先生
- 2020年：《殺手》
- 2020年：《迷網》 飾 地產經紀
- 2022年：《愛上我的衰神》 飾 外賣仔
- 2021年：《食腦喪Ｂ》 飾 戲院職員（第3集）、年輕張伯（第10集）
- 2021年：《七公主》 飾 保安（第1集）
- 2021年：《把關者們》 飾 手下
- 2022年：《愛上我的衰神》 飾 外賣仔
- 2022年：《回歸》 飾 路人
- 2022年：《痞子殿下》 飾 村民
- 2022年：《下流上車族》 飾 小巴司機
- 2022年：《法證先鋒V》
- 2022年：《十八年後的終極告白2.0》 飾 行山客
- 2022年：《童時愛上你》 飾 友人
- 2022年：《白色強人II》
- 2022年：《黯夜守護者》 飾 古惑仔
- 2022年：《超能使者》 飾 按摩店職員
- 2022年：《輕．功》 飾 侍應

### 電視劇（其它）
- 2015年：《只有情永在》（廣東珠江台欄目劇）飾 龍約翰
- 2016年：《隱世者們》 飾 高秀堅